# Анета Олчева
Анета Спирова Олчева е българска учителка от Македония и революционерка, деятелка на Вътрешната македоно-одринска революционна организация.

## Биография
Анета Олчева е родена на 19 януари 1884 година в македонския град Битоля, тогава в Османската империя. Завършва Битолското българско девическо училище. Става българска учителка в Битоля от 1901 година. Посветена е в революционната дейност на Вътрешната македоно-одринска революционна организация (ВМОРО) и влиза в тайния революционен женски кръжок.
Участва в изработването на въстаническите знамена. Битолският революционен комитет възлага да се направят осем знамена за околиите. Фотинка Петрова разказва: Употребихме свръхусилия и ги изработихме всички. (...) Работехме, то се знае, с въодушевление. Една гледаше към пътната врата, за да не бъдем изненадани от властта, другите бродираха и всички пеехме. И как пеехме! – тихо, от сърце, и понякога плачехме не от скръб, а от благоговеен възторг.
Заедно със Захария Шумлянска организира женско благотворително дружество и сиропиталище в Битоля.
През 1904 година е българска учителка в леринското село Айтос, а от 1905 година отново в Битоля в Енимахаленското училище.
Омъжва се за революционера Спиро Олчев.
- Документи и свидетелства на Анета Олчева
- Шифър, използван от Павел Христов, Пандо Кляшев, Васил Чекаларов и Анета Олчева
- Писмо от битолското училищно настоятелство, подписано от свещ. Иван Младенов, за назначаването на Олчева в града, 31 август 1902 г.
- Документ от Леринската българска община за учителстването ѝ в Айтос, 14 септември 1904 г.
- Писмо от свещеник Атанас Алтъпармаков, наместник в Битоля, до Олчева за назначаването ѝ за учителка в Енимахленското основно училище, 14 август 1905 г.
- Уведомление от старшия учител в Битолското основно училище Порфирий Шайнов за назначението ѝ за ръководителка на училището в Куртдере, 25 август 1905 г.
- Свидетелство от митрополит Григорий Пелагонийски, че Анета Спирова 4 години е била основна учителка в града, 20 май 1906 г.
- Уведомление от митрополит Григорий Пелагонийски за назначаването ѝ в Енимахленското училище като ръководителка на забавачницата, 20 май 1906 г.
- Свидетелство от Битолското българско девическо училище, 1896 – 1897 г.
- Свидетелство от Битолското българско девическо училище, 1897 – 1898 г.
- Свидетелство от Битолското българско девическо училище, 1898 – 1899 г.